# Paul Scheuring
Paul Scheuring, né le 20 novembre 1968 originaire de la ville d'Aurora dans l'Illinois, est le créateur du feuilleton télévisé Prison Break. Il est habitué à écrire des scénarios, mais acquiert une renommée internationale grâce à cette série dans laquelle les personnages de Lincoln Burrows et Michael Scofield, entre autres, affrontent de multiples péripéties.
En 2000 il écrit et réalise le film 36K, qui reste inédit en France. En 2003, il écrit le film Un homme à part avec Vin Diesel et Timothy Olyphant. L'histoire violente et brutale ne convainc pas la critique et les spectateurs.
La série Prison Break étant terminée, il a d'autres projets.

## Filmographie
- 2003 : Un homme à part (film)
- 2005 - 2008 puis en 2017 : Prison Break (série télévisée, saisons 1 à 5)
- 2007 : Mexicali
- 2009 : Masterwork (série télévisée)
- 2010 : The Experiment (film)
- 2013 : Zero Hour (série télévisée)
- 2014 : Halo : Nightfall (Web-film)
- 2018 : Criminal Squad (Den of Thieves) de Christian Gudegast (film)